# شانجان
شركة شانجان للسيارات (بالإنجليزية: Chang'an Automobile)‏ هي شركة صينية لصناعة السيارات يقع مقرها الرئيسي في تشونغتشينغ في الصين، وهي شركة مملوكة للدولة. نشاطها الرئيسي هو إنتاج سيارات الركوب والميكروباص، الشاحنات التجارية والشاحنات الخفيفة.
تقوم شانجان بتصميم وتطوير وتصنيع وبيع سيارات الركاب مع مشاريع مشتركة مع فورد (تشانجان فورد)، ومجموعة بي إس إيه (تشانجان بي إس إيه)، ومازدا (تشانجان مازدا)، وسوزوكي (تشانجان سوزوكي)
تعتبر شانجان واحدة من أهم شركات صناعة السيارات الصينية (إلى جانب سايك موتور ومجموعة فاو وشركة دونغفينغ موتور). وشهدت في عام 2016 تصنيع 3 ملايين وحدة وقد احتلت الشركة المرتبة الرابعة بين شركات صناعة السيارات الصينية حسب حجم الإنتاج.

## المنتجات

### موديلات شانجان الحالية
تتضمن مجموعة شانجان حاليًا الموديلات التالية:
- Alsvin V7
- شانجان Benni
- شانجان Benni مركبة كهربائية
- شانجان CS15
- شانجان CS15 EV
- شانجان CS35
- شانجان CS35 Plus
- شانجان CS55
- شانجان CS75
- شانجان CS75 Plus
- شانجان CS85
- شانجان CS95
- شانجان Alsvin
- Eado DT
- Eado
- Eado Blue (مركبة هجينة)
- Eado EV[7]
- Eado XT  [لغات أخرى]‏ (نسخة هاتشباك من Eado)
- شانجان Linmax
- شانجان Raeton
- شانجان Raeton CC
- شانجان E-Star الكهربائية

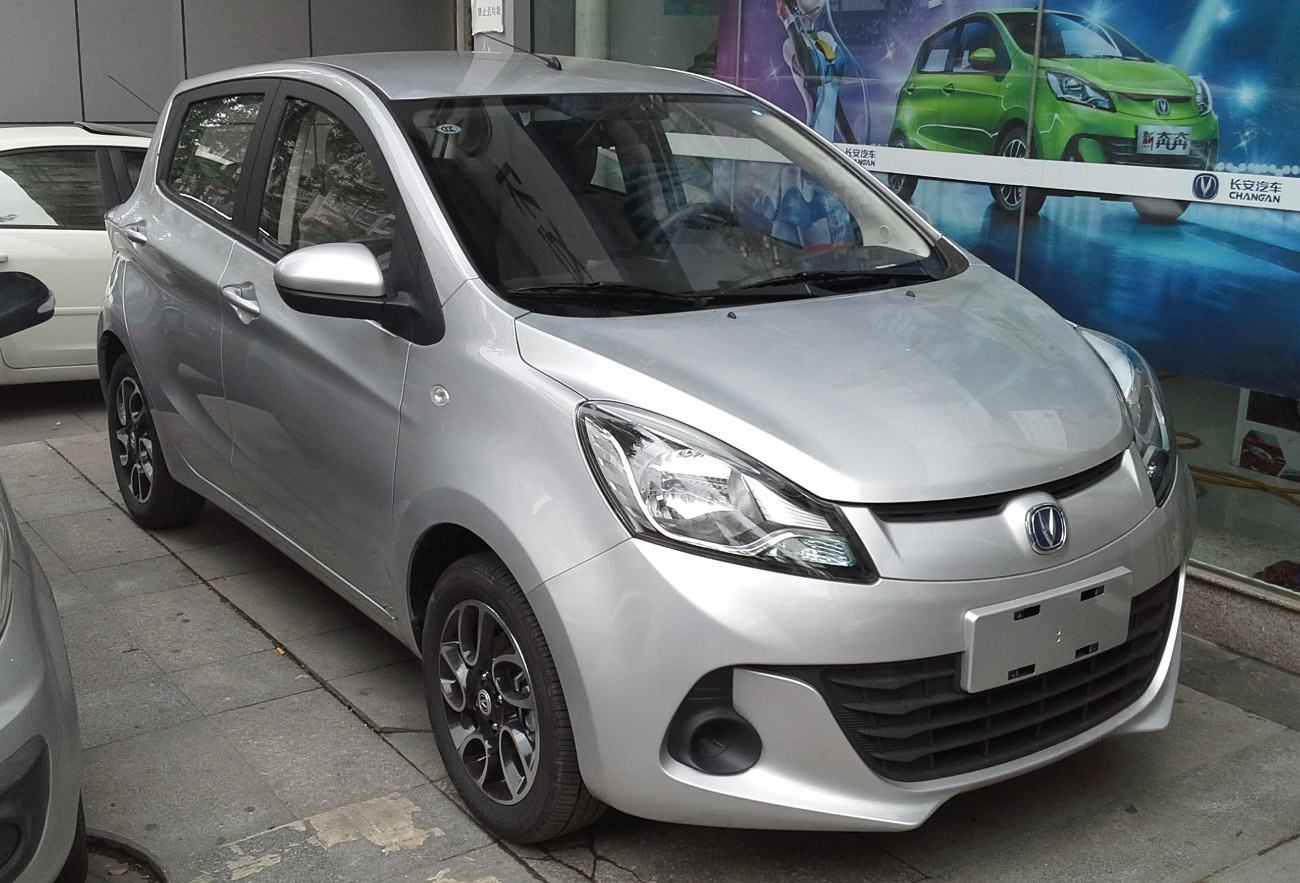
شانجان Ben Ben
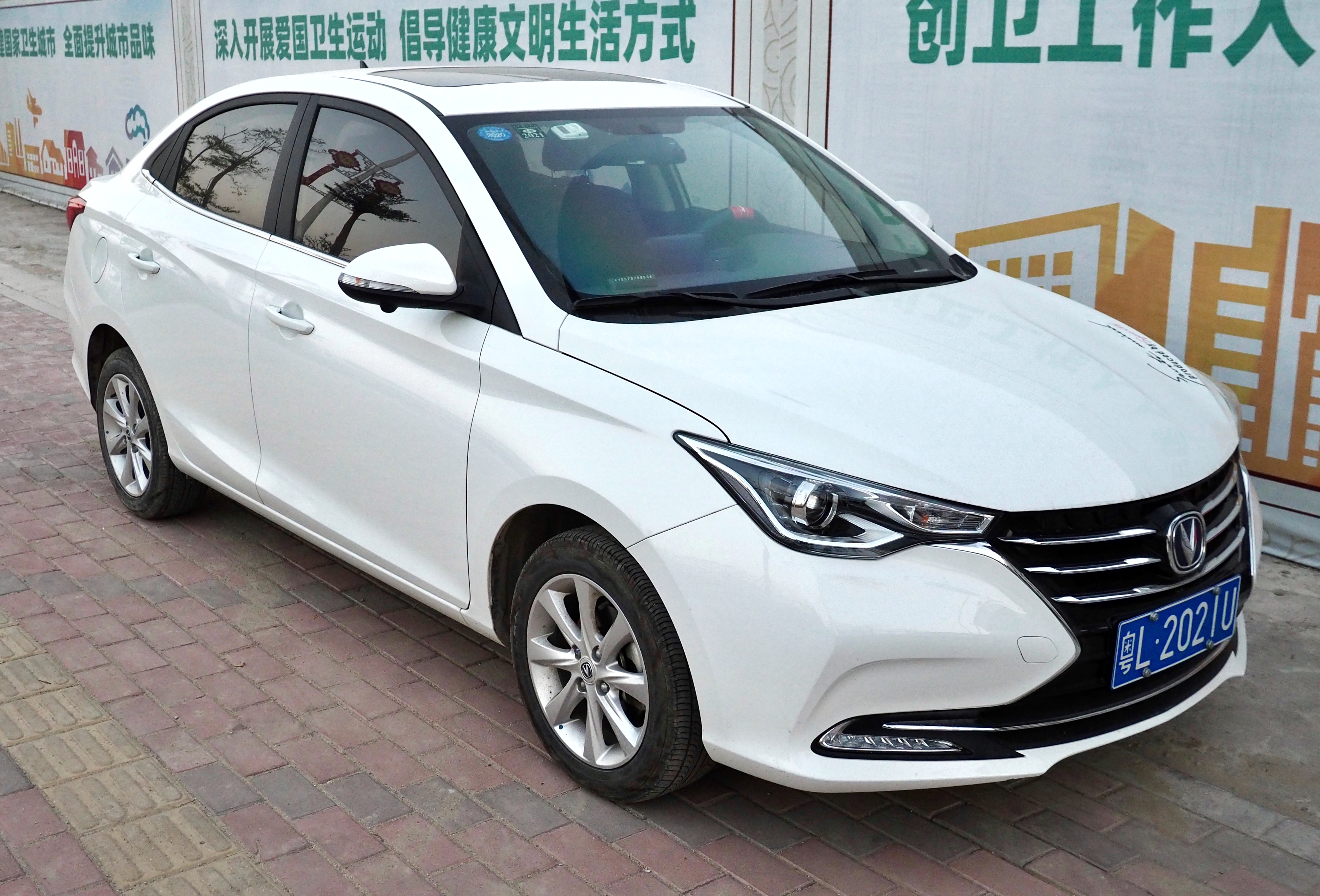
شانجان Alsvin (Third Generation)
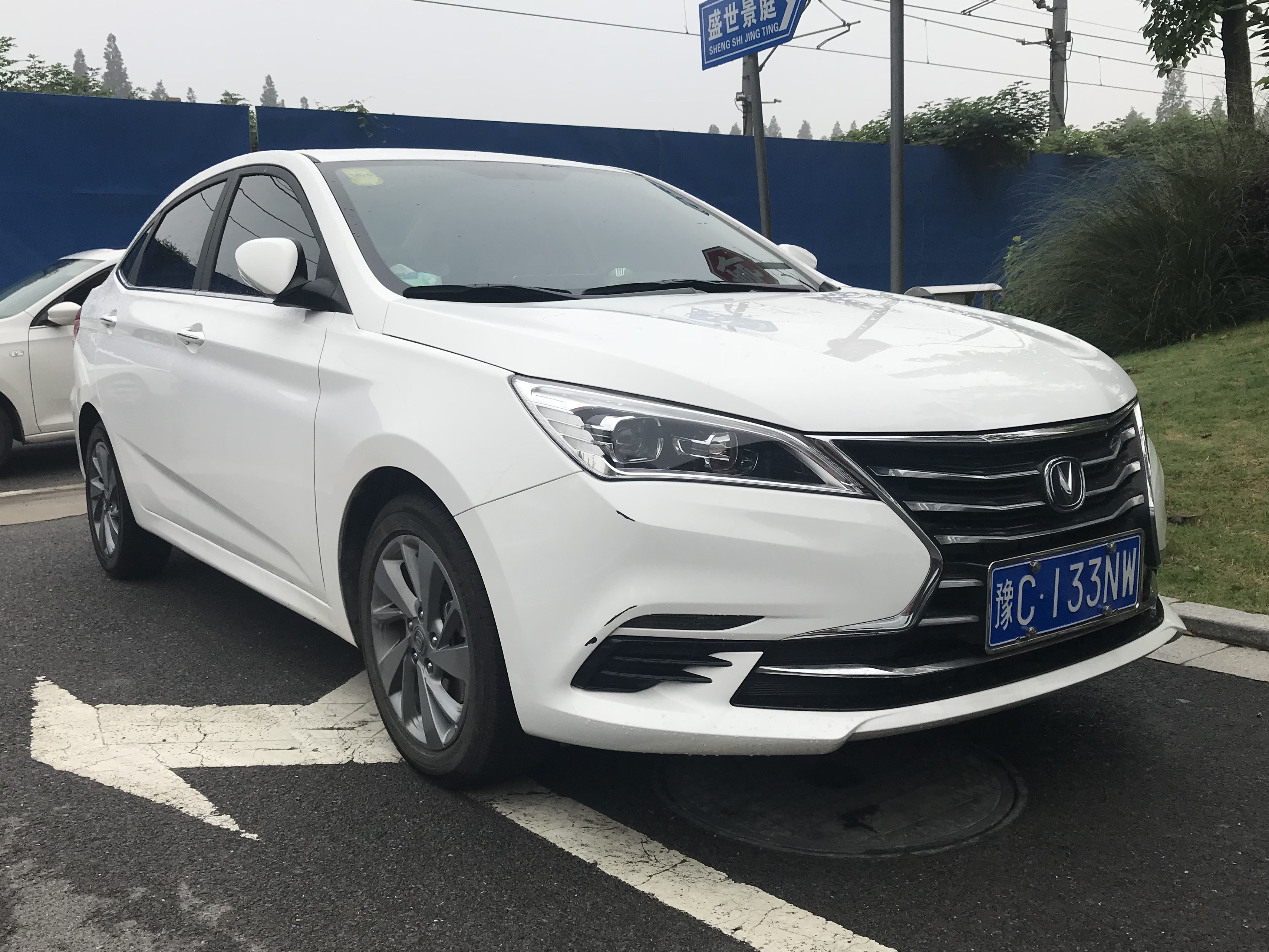
شانجان Eado DT (Alsvin V7 facelift)
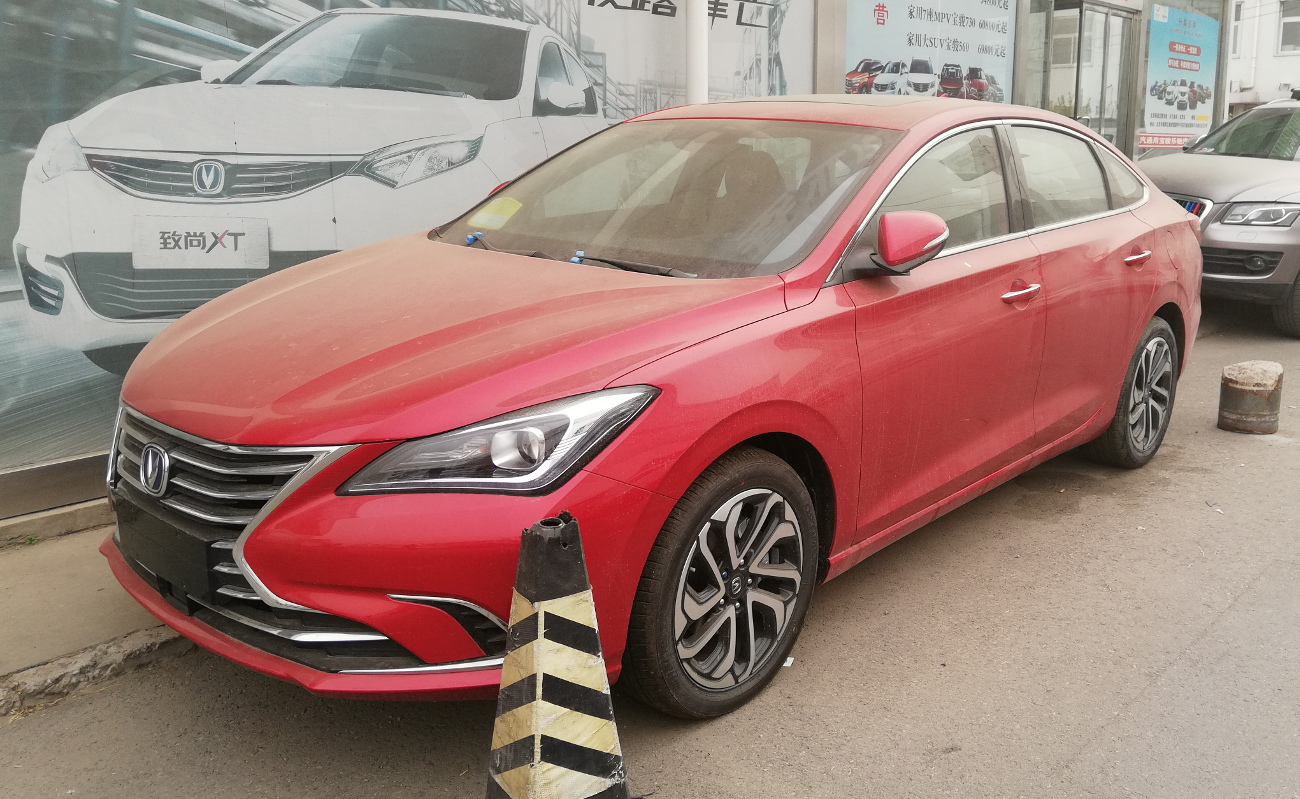
شانجان Eado
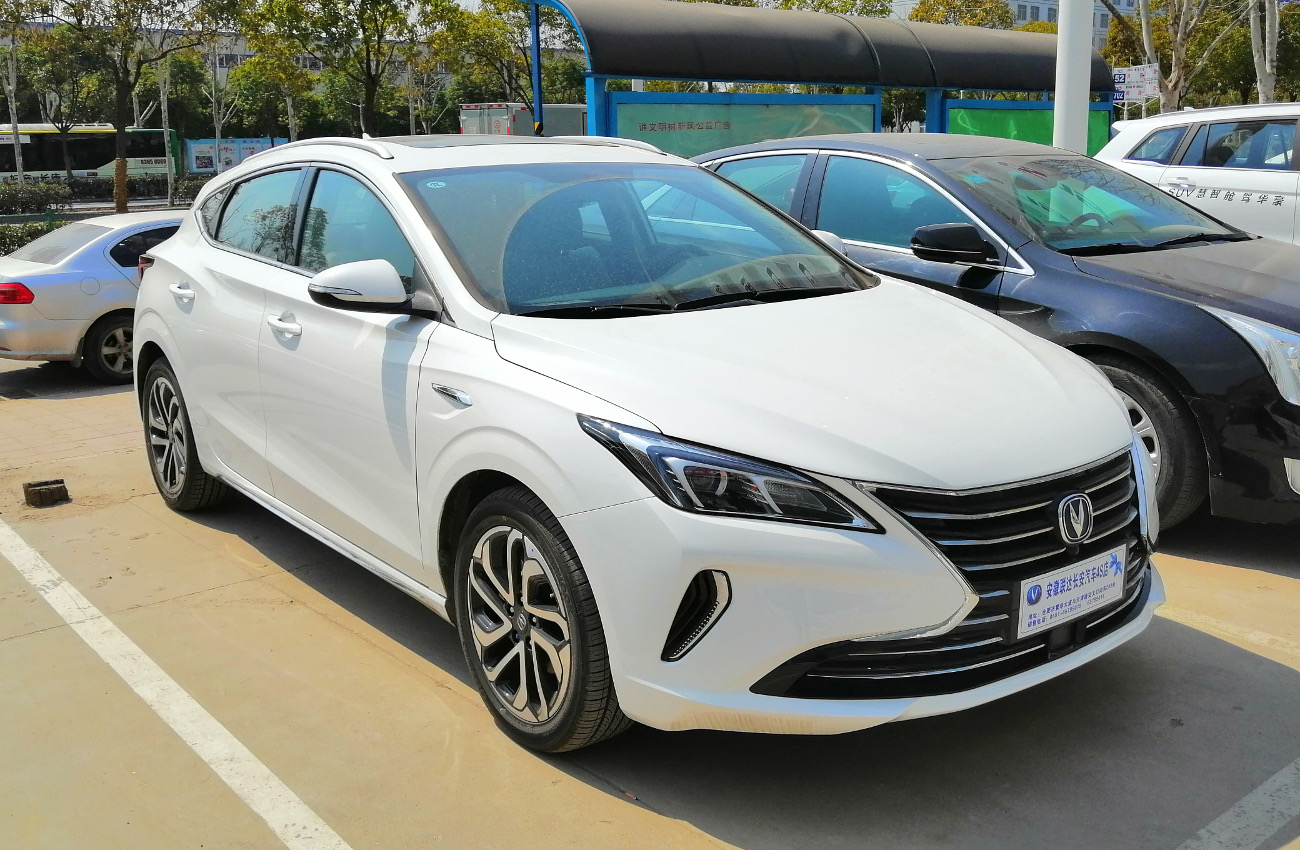
شانجان Eado XT
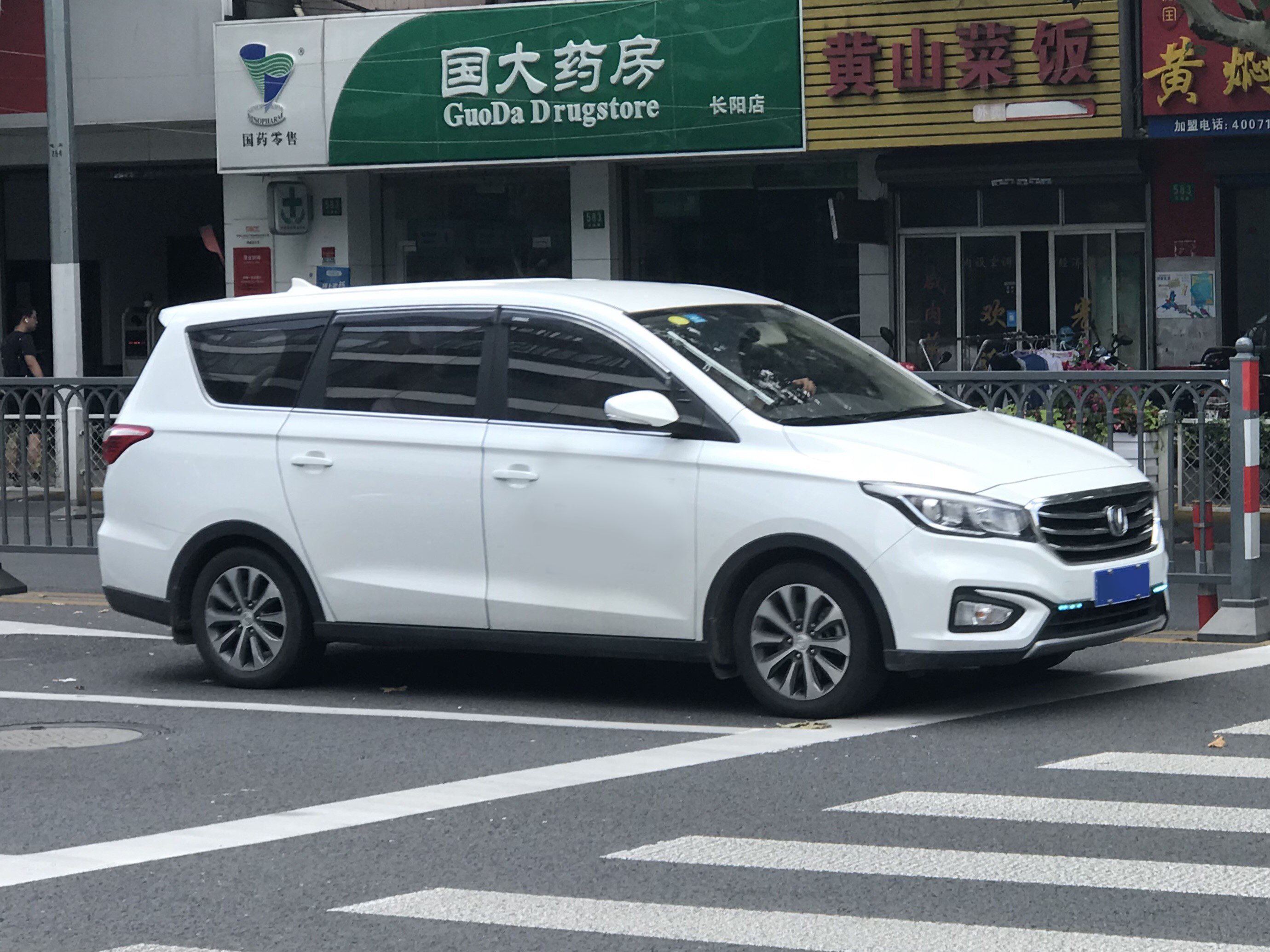
شانجان Linmax
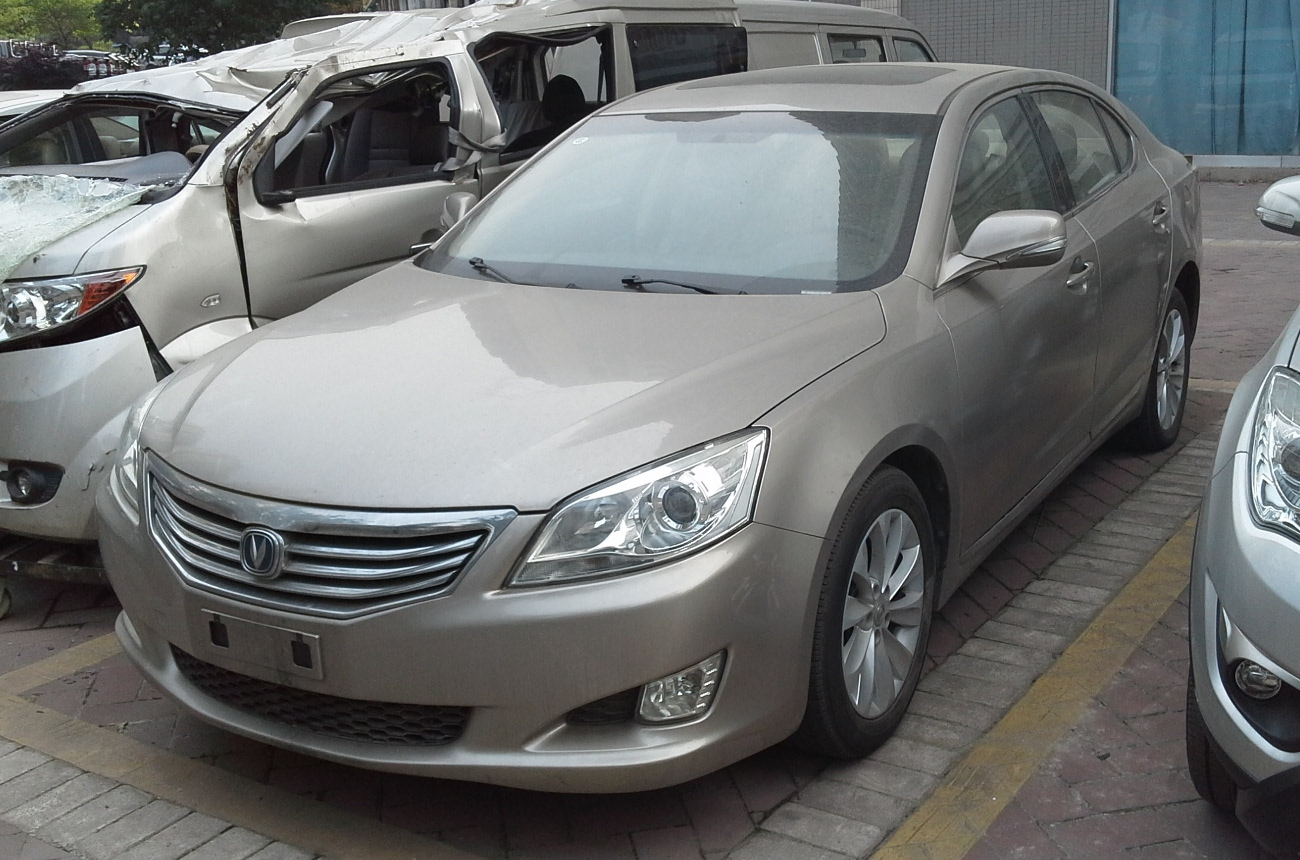
شانجان Raeton
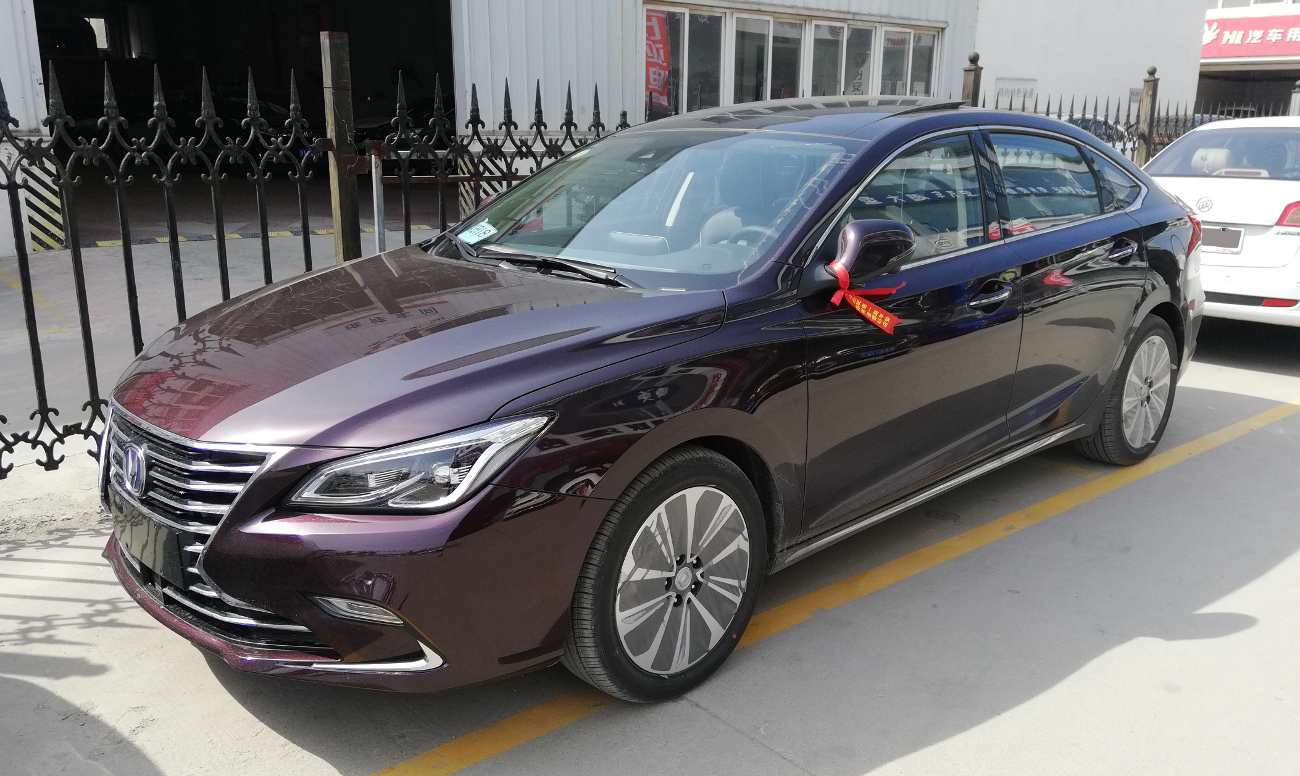
شانجان CC
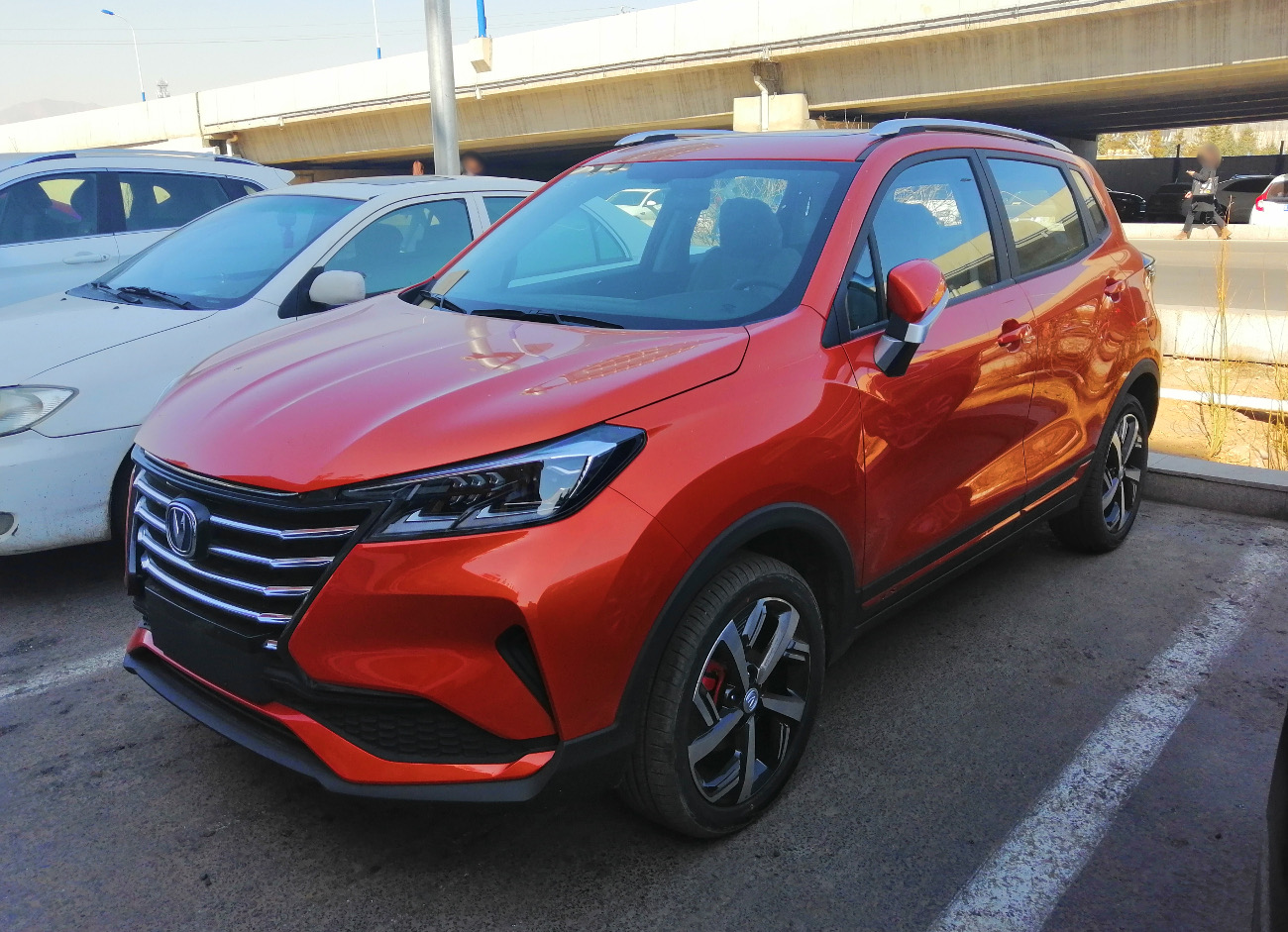
شانجان CS15
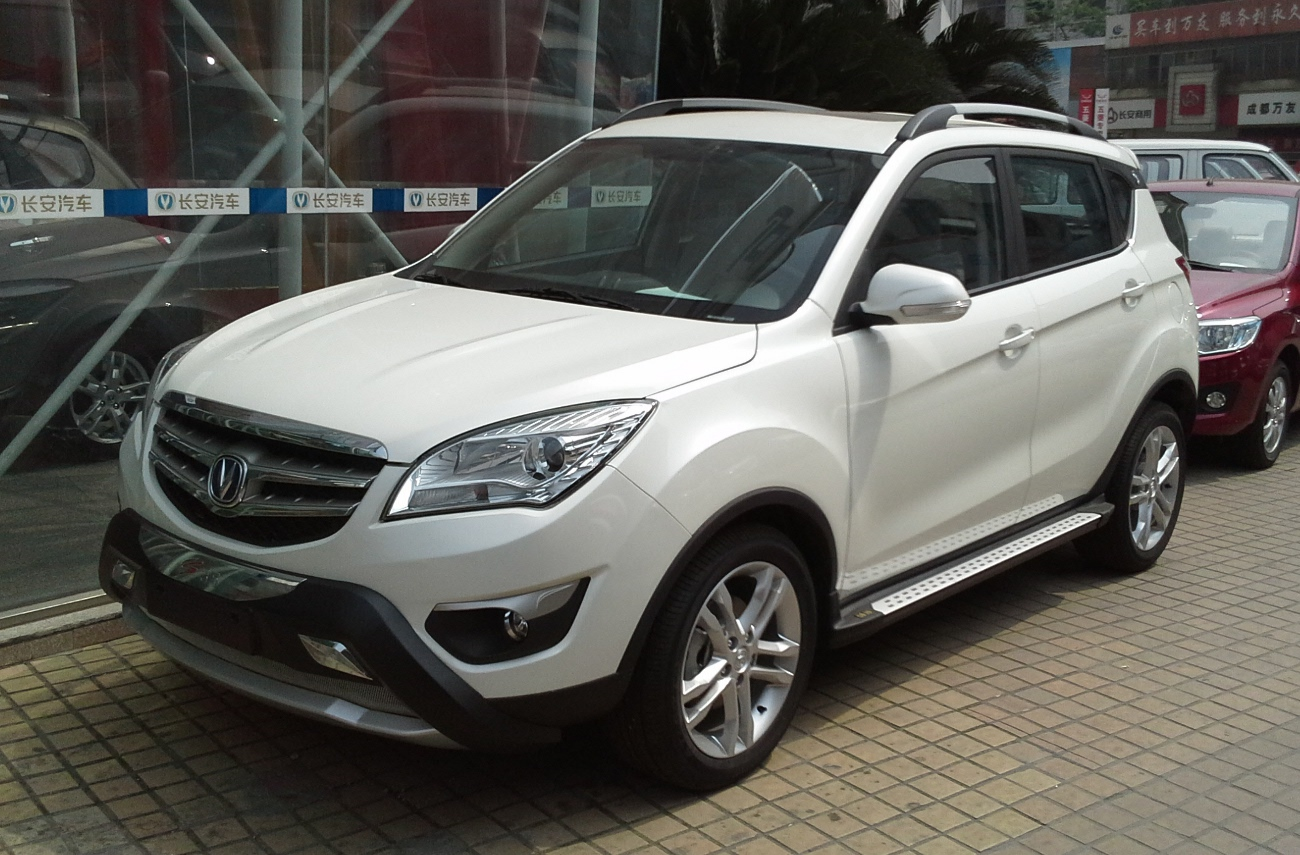
شانجان CS35
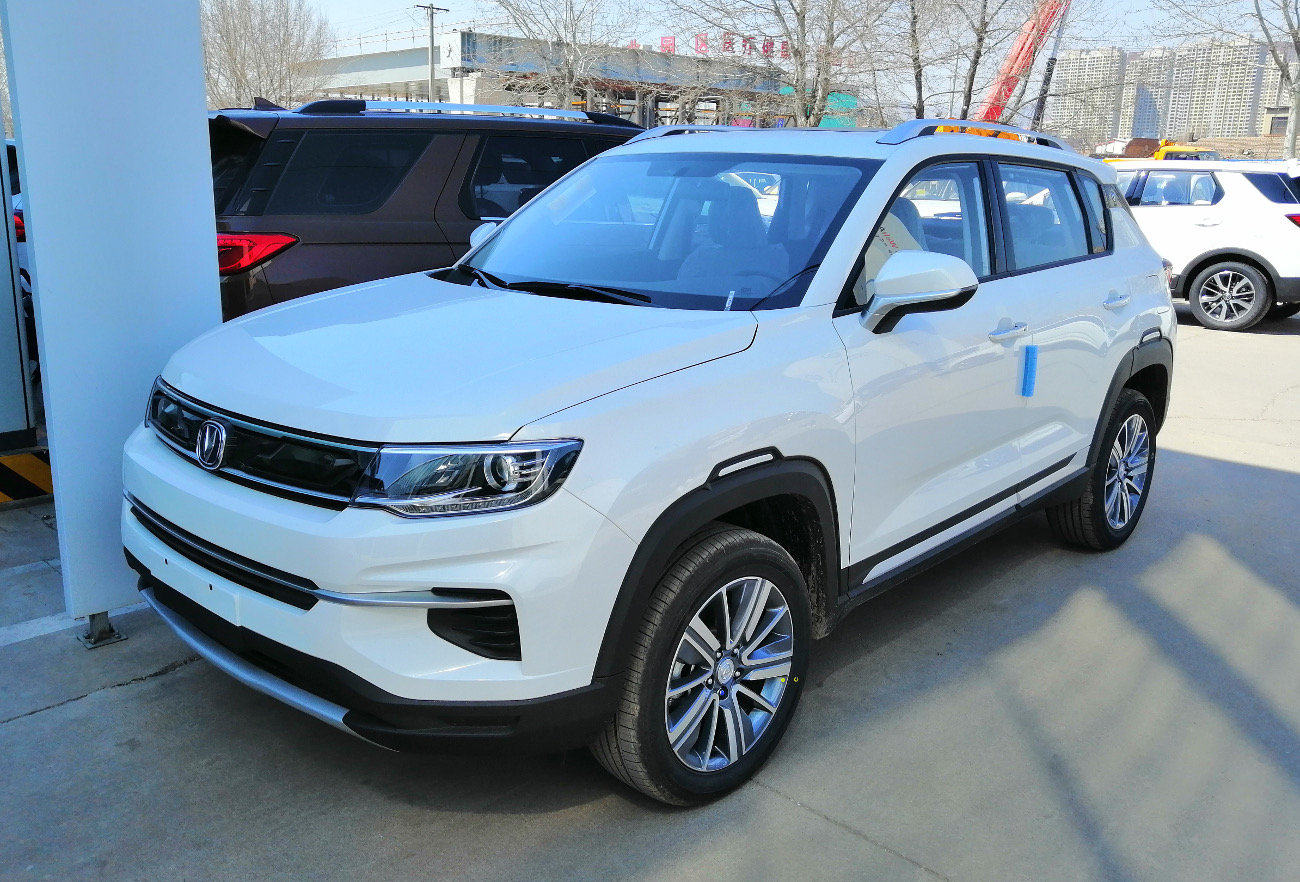
شانجان CS35 Plus
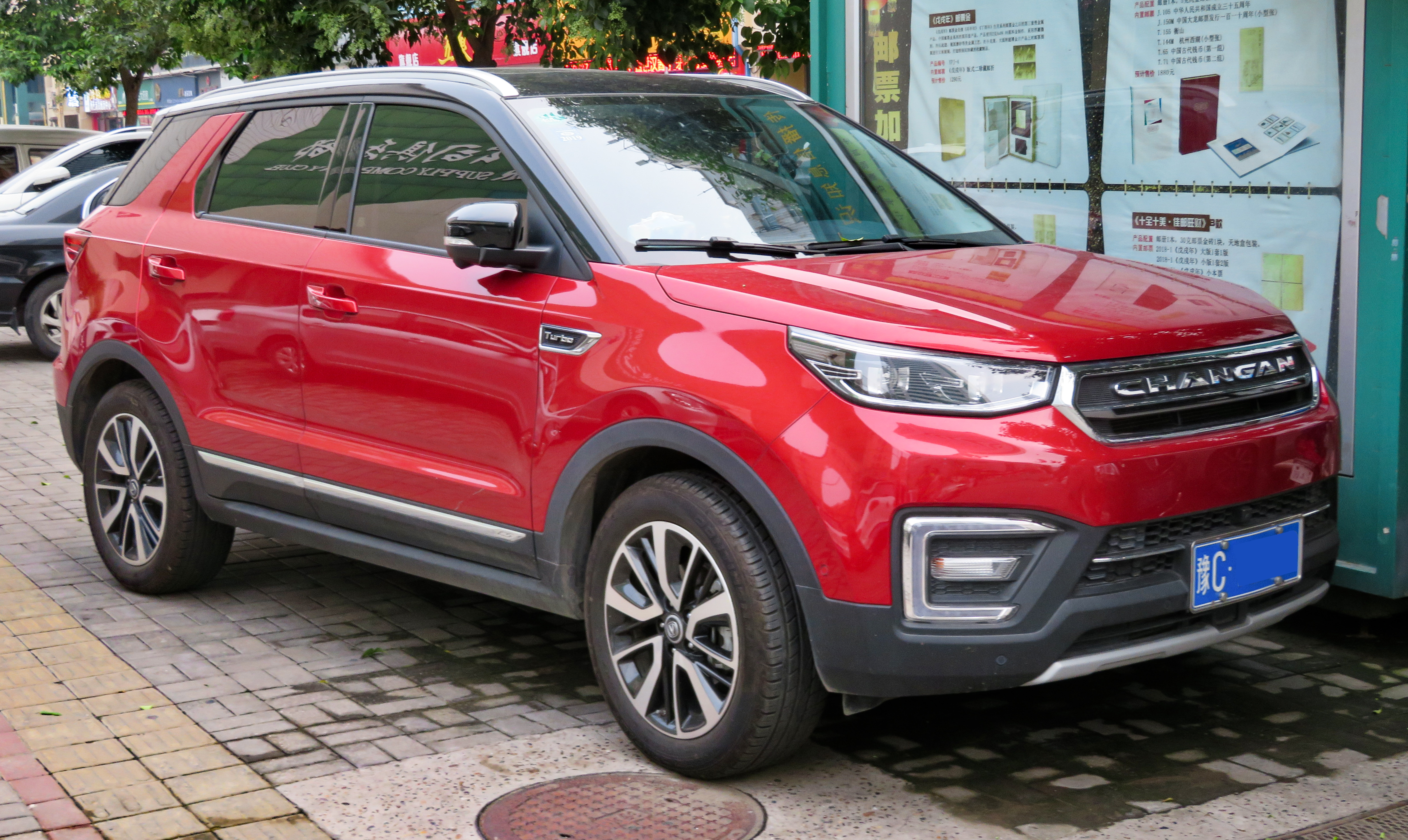
شانجان CS55
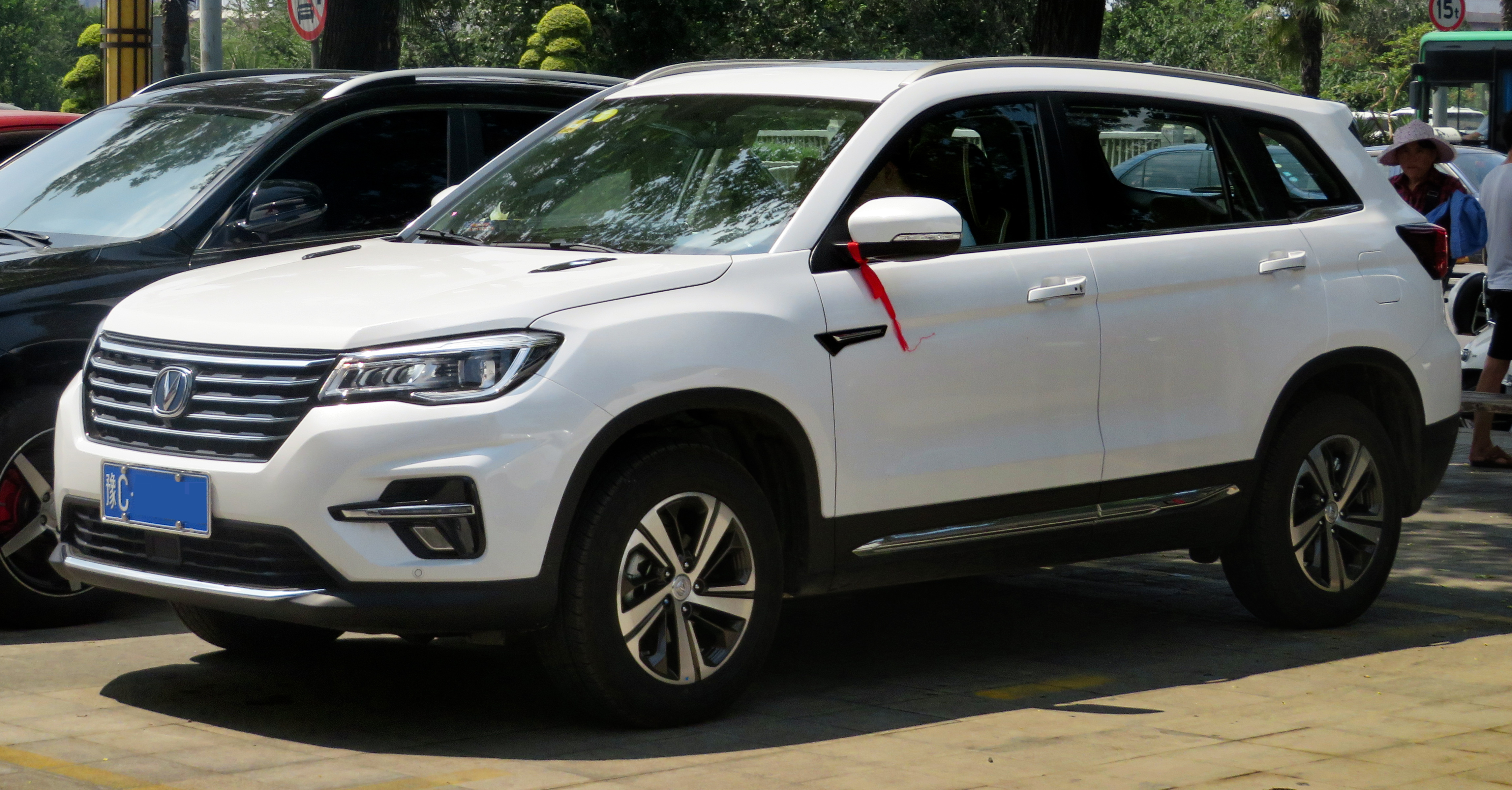
شانجان CS75
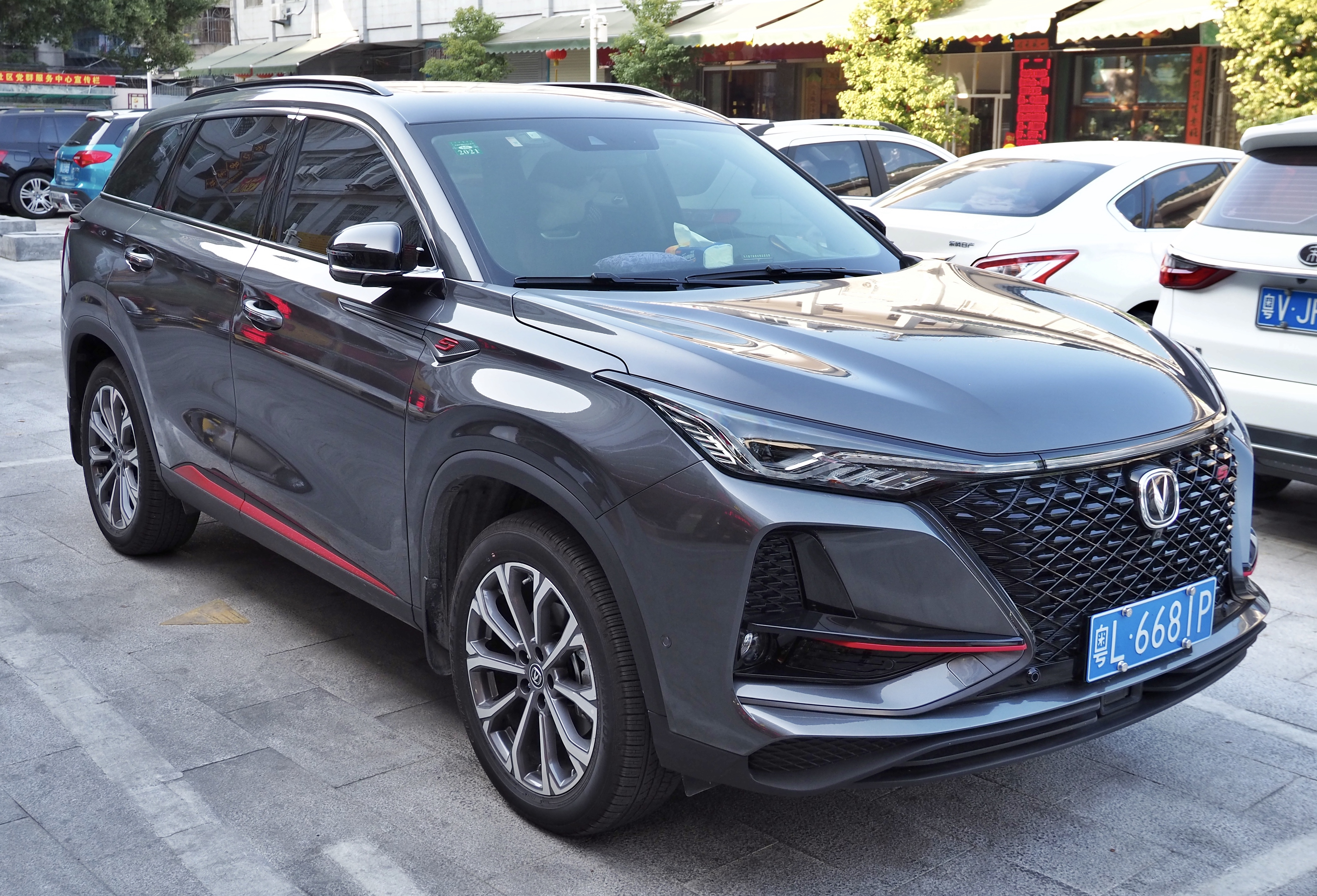
شانجان CS75 Plus
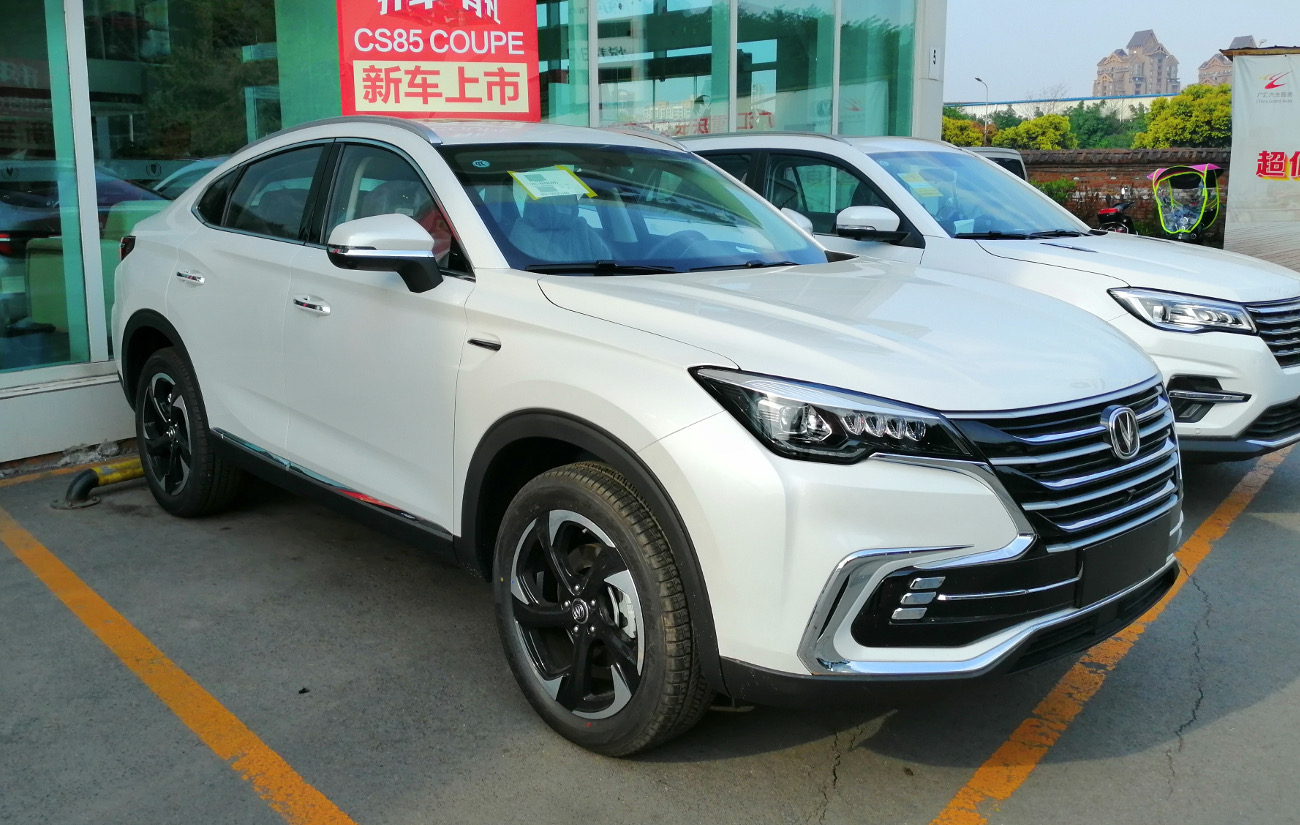
شانجان CS85 Coupe
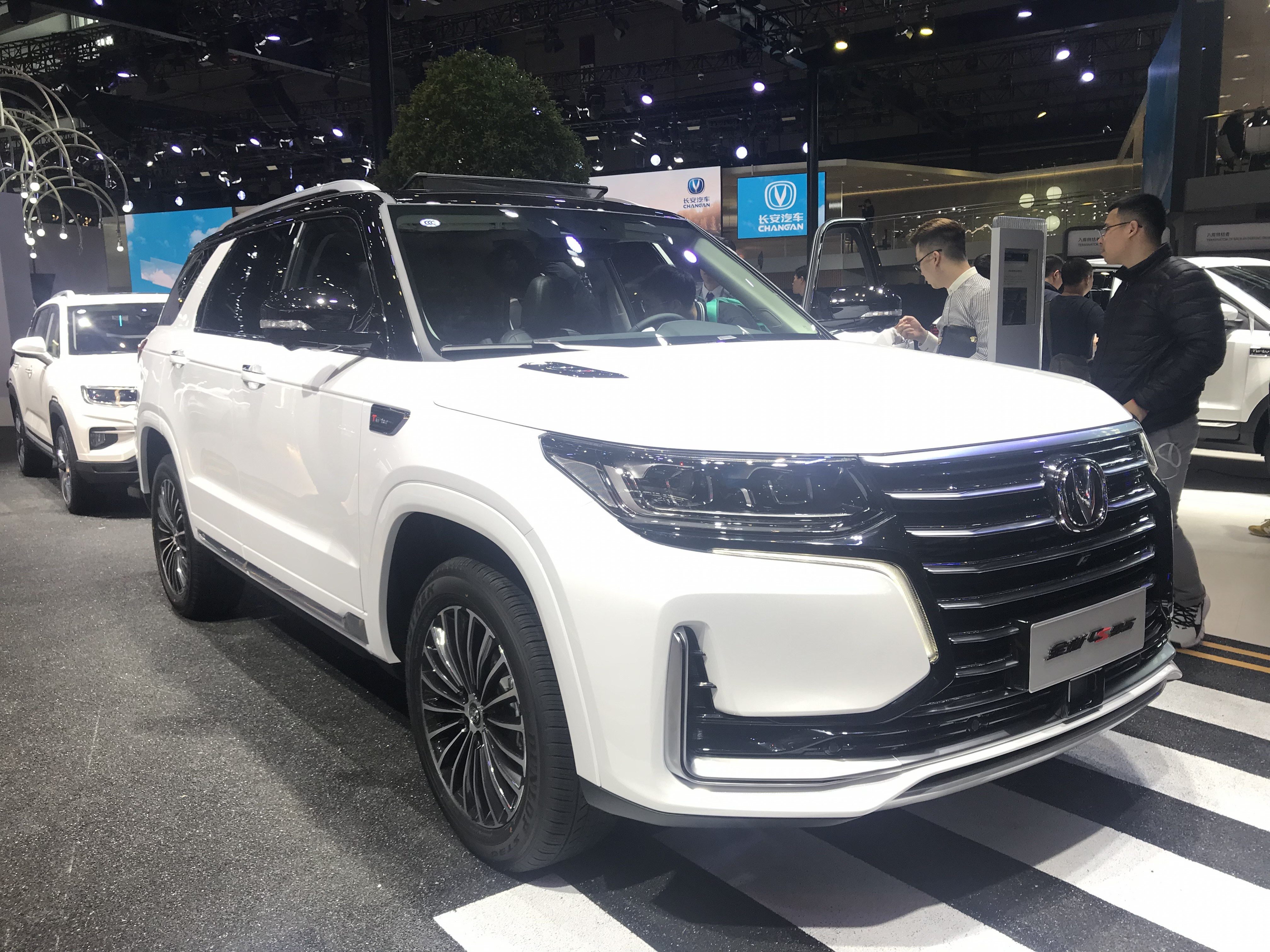
شانجان CS95